# El Purgatorio
El Purgatorio är en ort i Mexiko.   Den ligger i kommunen Silao de la Victoria och delstaten Guanajuato, i den centrala delen av landet, 300 km nordväst om huvudstaden Mexico City. El Purgatorio ligger 1 822 meter över havet och antalet invånare är 109.
Terrängen runt El Purgatorio är en högslätt. Runt El Purgatorio är det tätbefolkat, med 257 invånare per kvadratkilometer. Närmaste större samhälle är León de los Aldama, 18,0 km nordväst om El Purgatorio. Trakten runt El Purgatorio består till största delen av jordbruksmark.